# Al dente
Аль-денте (итал. al dente, рус. «на зуб») — термин в кулинарии, обозначающий лёгкую недоваренность блюда; в более узком смысле состояние кулинарной готовности макаронных изделий овощей или риса как твёрдые при укусе.
В современной итальянской кухне этот термин обозначает идеальную консистенцию макаронных изделий и подразумевает короткое время приготовления. Molto al dente — это кулинарный термин, обозначающий слегка недоваренные макароны. Недоваренные макароны используются при первом этапе приготовления, когда блюдо из макарон готовится дважды.
Стоит сказать о присутствии мнения в научных кругах, что макаронные изделия со степенью готовности «аль-денте» имеют более низкий гликемический индекс.
Правописание термина «al dente» на русском языке не кодифицировано, поэтому при одинаковом произношении на письме его можно встретить в различных формах: от фонетического «аль дэнтэ»/«аль дэнте» до характерного «аль денте». Также встречается и слитное написание.